# Kot 2V
Kot 2V je ostri kot med optičnima osema.

## Dvoosni minerali
Vsi minerali, ki kristalizirajo v ortorombskem, monoklinskem in triklinskem kristalnem sistemu, so dvoosni, se pravi da imajo dve optični osi in se po tem razlikujejo od enoosnih mineralov. Dvoosni (in enoosni) minerali imajo lomne količnike, ki imajo vrednosti med dvema ekstremoma, imajo pa tudi edinstvene vmesne lomne količnike. Dvoosni lomni količniki so:
- najmanjši lomni količnik, ki se označije s simbolom α (ali X),
- vmesni lomni količnik, ki se označuje s simbolom β (ali Y) in
- največji lomni količnik, ki se označuje s simbolom γ (ali Z).

Vsi dvoosni minerali imajo optično simetrijo, ki je ekvivalentna simetriji 2/m 2/m 2/m, vendar se optične smeri v vsakem kristalnem sistemu drugače ujemajo s kristalografskimi smermi.
- V ortorombskih kristalih se optične smeri skladajo  s kristalografskimi osmi. To pomeni, da sta smer X in njej pripadajoči lomni količnik α lahko kristalografska os a, b ali c, da sta smer Y in njej pripadajoči lomni količnik β vzporedna z a, b ali c, in smer Z ali γ vzporedna z a,b ali c.

- V monoklinskih kristalih je ena od smeri X (α), Y (β) ali Z (γ) ali lomnih količnikov vzporedna s kristalografsko osjo b, drugi dve pa se ne skladata s kristalografskimi osmi.

- V triklinskih kristalih nobena optična smer in lomni količnik niso skladni s kristalografskimi osmi, čeprav se v nekaterih redkih primerih eden od količnikov lahko sklada z eno od kristalografskih osi.

## Vir
- Stephen A. Nelson, Mineralogy, Biaxial Minerals, Tulane UNiversity (2010)